# Muizon
Muizon je francouzská obec v departementu Marne v regionu Grand Est. Žije zde přibližně 2 100 obyvatel.

## Geografie

### Sousední obce
| Růžice kompasu | Prouilly             | Trigny | Châlons-sur-Vesle | Růžice kompasu |
| Růžice kompasu |                      | Sever  | Thillois          | Růžice kompasu |
| Růžice kompasu | Muizon               |        | Thillois          | Růžice kompasu |
| Růžice kompasu | Jih                  |        | Thillois          | Růžice kompasu |
| Růžice kompasu | Courcelles-Sapicourt | Rosnay | Gueux             | Růžice kompasu |